# Archlord
Archlord är ett MMORPG-baserat spel från utvecklaren Codemasters sedan tog Webzen över spelet som sedan stänges ner, numera finns det privatservers som heter Justac . Det spelas av tusentals spelare runt om i hela världen, som kämpar om att bli den mäktigaste spelaren, Archlord, i "The World". I Archlord kan man välja mellan tre olika raser och ett antal olika klasser.
Man kan även välja mellan tre olika servrar att spela på: 
- Brumhart
- Gaiahon
- Evengarda

Tidigare har Archlord kostat en summa pengar att spela varje månad men det är nu gratis. Det är sedan augusti 2007 även gratis att ladda ner och skapa ett konto. Man kan endast köpa "tjänster" (chantra) i spelet för riktiga pengar via tjänsten Click and Buy, då Codemasters ansåg att Paypal var för osäkert.
Varannan vecka får spelare chansen att bli Archlord över "The World" och får då ta del av egenskaper som endast är privilegierat Archlord som att bestämma om det ska vara natt eller dag, snö eller regn. Archlord kan även välja att sända ett meddelande över servern som alla spelare får se. Archlord kan även tillkalla en mycket mäktig drake "Alcadia" som spelarna får samarbeta för att besegra. I samband med Casle Sieges väljs Archlord ut av den spelare ur den vinnande klanen som nått högst nivå. Den vinnande klanen är den klan som har hållit alla fyra slott under en viss tidsperiod. Oftast blir det ledaren för klanen som väljs som Archlord.   

## Raser och klasser
Orcer
- Beserker (manlig), krigare
- Hunter (kvinnlig), jägare
- Sorcerer (manlig), mörk magiker

Människor
- Knight (manlig), riddare
- Archer (manlig), skytt
- Mage (kvinnlig), magiker

Moon Elves
- Elementalist (kvinnlig), elementarmagiker
- Ranger (kvinnlig), skytt
- Swashbuckler (kvinnlig), krigare

## Castle Sieges
Castle Sieges utkämpas med jämna mellanrum vid speciella slott som endast är till för det ändamålet.
De klaner som deltar i Castle Sieges har chansen att få vinna titeln Archlord, dock bara om de har hållit de fyra slotten Inflame, Rensphere, Arthian och Tarqua samtidigt.
Om den klan som har hållit slotten vinner flera gången i rad ändras inte Archlord.
Spelet involverar fyra olika zoner. Det är en liten zon för varje klass samt en stor zon där bland annat player versus player utförs.